# Ngọn hải đăng Darłowo
Ngọn hải đăng Darłowo (tiếng Ba Lan: Latarnia Morska Darłowo) là một ngọn hải đăng trên bờ biển Ba Lan trên biển Baltic ở Darłowo, West Pomeranian Voivodeship; ở Ba Lan.
Ngọn hải đăng có vị trí giữa Gąski (khoảng 40 km về phía tây) và Jarosławiec (khoảng 15 km về phía đông).

## Lịch sử
Lần đầu tiên, ngọn hải đăng Darłowo được đề cập đến là từ năm 1715 khi hội đồng thành phố ra lệnh lắp đặt đèn ở hai bên miệng sông Wieprz. Những ngọn đèn ánh sáng này vẫn tồn tại trong nhiều năm, cho đến năm 1885 khi trạm cảng bằng gạch được xây dựng tại căn cứ của đê chắn sóng phía đông - mà tháp là một ngọn tháp vuông. Ngọn hải đăng với đỉnh gắn một ngọn đèn đỏ có tầm chiếu sáng khoảng 6 hải lý.
Ngọn hải đăng được mở rộng và cải tạo vào năm 1927, khi một tầng phụ được thêm vào ngọn hải đăng - được làm từ khung kim loại - được sử dụng làm phòng đèn lồng chính chứa một thấu kính với một lăng kính được lắp ráp ở tầng thứ mười ba của ngọn hải đăng. Một nguồn sáng đôi được lắp đặt với một bộ chuyển đổi, mỗi bóng đèn có công suất 1000 watt. Đây là lần cuối cùng ngọn hải đăng được nâng cấp. Chỉ trong quá trình hiện đại hóa vào năm 1996, nguồn sáng đã thay đổi khi lắp đặt bóng đèn halogen 100 watt với bộ chuyển đổi sáu bóng đèn.
Hiện tại ngọn hải đăng có chiều cao 21 mét - với phạm vi 30 nmi, báo hiệu đường đến cảng. Ngọn hải đăng mở cửa cho công chúng và có thể đến được bằng cách băng qua sông Wieprz bằng một cây cầu.

## Dữ liệu kỹ thuật
- Đặc tính ánh sáng 
  - Sáng: 2 s.
  - Tối: 3 s.
  - Sáng: 2 s.
  - Tối: 8 s.
  - Chu kỳ: 15 giây.